# Jens Clemen Nielsen
Jens Clemen Nielsen (født 26. maj 1837 i Tømmerup, død 24. oktober 1913 samme sted) var en dansk gårdejer og politiker. Han var medlem af Folketinget fra 1892 til 1895.
Nielsen blev født i Tømmerup øst for Kalundborg i 1837. Han var søn af fæstebonde og sognefoged Niels Jensen. Han lærte landbrug og overtog sin fars gård på 12½ tønder hartkorn i 1862. Gården gik i 1908 videre til hans søn Aksel Jensen, som også blev medlem af Folketinget.
Han var sognerådsmedlem i Tømmerup Sogn fra 1864 til 1867 og fra 1880 til 1891, og sognerådsformand i 1865 og fra 1880 til 1888. Derudover havde en lang række tillidsposter:
- Formand skyttekredsen i sognet fra 1874
- Formand for forbrugsforeningen fra 1877 til 1883
- Formand for andelsmejeriet fra 1886 til 1889
- Forligskommissær fra 1883 til 1892
- Repræsentant for Kreditkassen for Landejendomme i Østifterne fra 1888 til 1892
- Bestyrelsesmedlem i andelsslagteriet fra 1888 til 1892
- Formand for sognets landboforening fra 1887 til 1891
- Bestyrelsesformand for fortsættelsesskolen i Kærby fra 1888 til 1900
- Formand for Kalundborg og Omegns Hesteavlsforening fra 1890 til 1912
- Medstifter af Grundlovsværneforeningen i 1877 og nogle år medlem af den hovedbestyrelse

Nielsen blev valgt til Folketinget i Svinningekredsen ved folketingsvalget i 1892. I Folketinget var han med i Det forhandlende Venstre og stemte for finanslovsforliget i 1894, hvilket betød at han ikke blev genvalgt til Folketinget ved folketingsvalget i 1895. Han stillede ikke op igen efter 1895.
Nielsen døde i Tømmerup i 1913.